# Visit Panamá Cup de Chitré
O Visit Panama Cup de Chitré é um torneio tênis, que faz parte da série ATP Challenger Tour, realizado desde 2014, realizado em piso duro, em Chitré, Panamá.

## Edições

### Simples
| Ano  | Campeão       | Finalista  | Placar        | Ref. |
| ---- | ------------- | ---------- | ------------- | ---- |
| 2014 | Wayne Odesnik | Jimmy Wang | 5-7, 6-4, 6-4 |      |

### Duplas
| Ano  | Campeões                    | Finalistas                           | Placar        | Ref. |
| ---- | --------------------------- | ------------------------------------ | ------------- | ---- |
| 2014 | Kevin King Juan-Carlos Spir | Alex Llompart Mateo Nicolas Martinez | 7–6(7–5), 6–4 |      |

## Ligações Externas
- Site Oficial